# 2021년 전국체육대회
제102회 전국체육대회는 2021년 10월 8일부터 동년 10월 14일까지 대한민국 경상북도에서 개최된 전국체육대회이다. 코로나19 범유행의 영향으로 일반부, 대학부는 열리지 않았으며, 대학 입시를 위하여 대회 성적이 필요한 고등부 경기만 개최되었으며. 종합순위를 가리지 않았다. 정식종목 46개와 시범종목 1개의 경기가 펼쳐졌으며, 대한체육회 주최, 경상북도, 경상북도교육청, 경상북도체육회 주관, 문화체육관광부 후원으로 열렸다. 참가인원은 선수 7,461명, 임원 및 심판 2,969명이다.

## 개요
- 대회명칭: 제102회 전국체육대회
- 개최기간 : 2021년 10월 8일 ~ 2021년 10월 14일
- 개최지 : 경상북도
- 모토 : 새로운 경상북도! 행복한 대한민국!
- 참가인원 : 10,430명 (선수 7,461명, 임원 및 심판 2,969명)
- 종별 : 고등부
- 마스코트 : 새롬이, 행복이

## 대회 기록
이번 대회에서는 2개의 한국신기록이 작성되었다.
- 10월 9일, 역도 여자 87kg 이상급의 박혜정 선수는 용상에서 166kg를 들어올려, 2018년에 국제 역도 연맹이 체급 체계를 개편한 이후 대한역도연맹에서 제정한 한국기준기록을 넘어섰다.[4]
- 10월 12일, 수영 황선우 선수는 남자 개인혼영 200m 부문에서 1분 58초 04를 기록하며, 박태환이 보유하고 있던 종전 한국기록 2분 00초 31을 2초 27 앞당겼다.[5]

## 최우수 선수상
대회 최우수선수로는 5관왕에 오른 수영 황선우 선수가 뽑혔다. 황선우는 계영 800m, 자유형 50m, 개인혼영 200m, 계영 400m, 혼계영 400m의 5개 종목에 출전하여 모두 우승을 차지했다.

## 같이 보기
- 제41회 전국장애인체육대회
- 전국체육대회